# Max Buchholz
Max Buchholz (Krefeld, 13 februari 1875 – Kassel, 4 januari 1956) was een Duits elektrotechnicus.

## Biografie
Als hoofd-bouwtoezichthouder (Oberbaurat) was Buchholz rond 1916 verantwoordelijk voor de aanleg van het hoogspanningsnet van het Pruisische Staats Elektriciteitsbedrijf Kassel. 
In 1923 vond hij, zittend in bad, de naar hem vernoemde buchholzbeveiliging uit. Op 21 juni 1923 diende hij het patent DRP 417213 Verfahren zum Uberwachen oder selbsttätigen Beenden von Koch-, Gar- oder ähnlichen chemischen Prozessen, bei denen Dämpfe zum entstehen in, welke in augustus 1925 werd toegewezen. Als beveiligingstoestel voor oliegevulde transformatoren zal deze bij overbelasting of kortsluiting de opstijgende gassen detecteren en ervoor zorgen dat de transformator tijdig wordt uitgeschakeld.